# Tom America
Tom "Sammie" America (Heerlen, 1949) is een Nederlands muzikant en componist die onder andere bekend werd met de band MAM. America werkt onder andere veel met klankdichten.

## Loopbaan
America studeerde aan de kunstacademie in Tilburg en gaf tot 1992 tekenles. In 1974 was hij een van de leden van de band MstrubietM. Deze bandnaam werd in 1978 gewijzigd in Gasphetti. America, die zich dan nog Sammie Americá noemt (de band werd ook wel bekend als Sammie America's Gasphetti), was de zanger van deze punkband waarvan ook Henny Vrienten enige tijd lid was. Met Gasphetti werden vier singles en een album opgenomen. Samen met Henny Vrienten schreef America de hit Jodelodelodelodelohitie voor De Twee Pinten.
In 1981 werd America wegens stemproblemen genoodzaakt te stoppen met zingen. Hij richtte een nieuwe band op, Sammie America's MAM, ook wel kortweg MAM, waarin hij de bas voor zijn rekening nam. MAM had in 1989 een hit met het nummer Ongelofelijk; DJ Frits Spits draaide ook regelmatig de single Maternité (Mam, weet jij nog wanneer ik voor het eerst een boterham met kaas gegeten heb?). In 1994 werd MAM ontbonden. America hield zich hierna voornamelijk bezig met allerlei soloprojecten. In 1997 verscheen zijn solodebuut Tjielp Tjielp, een album rond de experimentele gedichten van Jan Hanlo. In 1999 trad hij met het programma nooTSPRaak op in theaters. De CD De winter? De Winter! uit 2000 is een ode aan het Tilburgse dialect. In 2008 maakte America met videomaker Rob Moonen de cd/dvd Noord, waarin uitspraken van allochtone bewoners van de wijk Tilburg-Noord op muziek zijn gezet. In datzelfde jaar verscheen ook zijn nummer "Neti La noche" op het Henny Vrienten album "Nacht" dat ook volgens het concept van uitspraken van allochtone bewoners van Tilburg-Noord op muziek gezet, werkt.
Vanaf 2000 zet hij diverse dichters/schrijvers op muziek o.a. Tonnus Oosterhoff, Willem Jan Otten, P.F. Thomése, Esther Porcelijn en Remco Campert. Hij gaat daarbij steeds uit van de eigen stem van deze kunstenaars die hij opslaat in zijn sampler. Op uitnodiging van Productiehuis Wintertuin gaat hij in 2010 samen met Klaske Oenema op tournee met de muzikale voorstelling It folds into…, een ode aan Europa gebaseerd op de stemmen van jonge vrouwen uit Ierland, Frankrijk, Portugal en Duitsland. Plus de oude stem van de Friese oma van Klaske die ook Klaske heet.
In 2012 verschijnt het album De Kunststofsongs. Hierbij heeft hij op uitnodiging van journalist Frénk van der Linden fragmenten van interviews uit het radioprogramma Kunststofradio op muziek gezet. Te horen zijn o.a. Jan Wolkers, Jessica Durlacher en Jan Fabre. Voor de theatertournee met Frénk van der Linden worden ook interviewfragmenten van o.a. Frits Bolkestein, Renate Dorrestein en Louise Fresco van muziek voorzien. Hij componeert diverse steden-odes op basis van interviews met bewoners van Brussel (straote-stroete), Oostende-Dover (mèwen/seagulls), Berlijn (Tempelhof), Siena (Terra di Siena) en Aix-en-Provence (La Montagne Sainte-Victoire).
Er ontstaan ook verschillende projecten in Limburg, de streek waar hij oorspronkelijk vandaan komt. In 2008 wordt in opdracht van Cultura Nova, samen met beeldend kunstenaar Rob Moonen,een cyclus over het mijnverleden gerealiseerd, getiteld Mijn/Koel. In 2009 componeert hij een ode aan De Cauberg. In 2011 vindt in het kader van Maastricht Culturele Hoofdstad de première plaats van een muzikale ode aan de vele dialecten van de Euregio getiteld Doezend jaor Naubersjaf. Voor de herdenking van 70 jaar bevrijding Valkenburg maakt hij 'In zo een tijd te leven' een ode aan het verzet in die plaats.
In 2016 is het dertig jaar geleden dat "Maternité" werd uitgebracht. Marco Raaphorst (speelde onder meer gitaar in MAM) maakt ter gelegenheid daarvan een audiodocumentaire over het ontstaan van dit bijzondere nummer en gaat op zoek naar de ambities van de band, de zoektocht naar eigenheid en de definitie van succes. Met bijdragen van o.a. Henk Hofstede (NITS), Henny Vrienten, Erik de Jong (SPINVIS), Pieter Bon (MAM), Stijn Meuris (Noordkaap, Monza, Meuris), Antoine Kroes.
Kinderen voor Kinderen heeft vijf liedjes van Tom America vertolkt: "Zomaar", "Domme domme dodo", "Keppurzinnin", "Sterren" en "Nederlandse klanken".
Op 3 april 2017 trad America op tijdens het Koningsdagconcert in Theaters Tilburg ter gelegenheid van de Koningsdag die op 27 april in Tilburg werd gevierd.